# Henningsvær
Henningsvær är en tätort och ett fiskeläge i Vågans kommun på Lofoten, i Nordland fylke i norra Norge. Orten ligger på sydspetsen av Austvågøya. I januari 2020 hade orten 486 invånare.
Henningsvær blev befolkat under 1700-talet. Henrik Drejer (1811–1882) köpte Henningsvær 1842 och byggde upp det till Lofotens viktigaste fiskeläge med sjukstuga, läkare, kapell, telegraflinje och Henningsvær fyr. Efter hans död 1882 köptes fiskeläget av Nordlands Amtskommune för att hindra att det kom i utländska händer. År 1922 fick orten elektricitet, och några år senare vattenförsörjning från fastlandet.
Efter andra världskriget följde flera år av rekordartat fiske. Henningsvær hade på 1950-talet omkring 1.000 permanentboende.
Fiskeläget är byggt på holmar och skär med pirer, vallar och utfyllningar. Det omsluts av havet på alla sidor. År 1934 blev piren mellan de två huvudöarna Heimøya och Hellandsøya klar, vilket gav hamnen lä från sydväst. Före 1960 var den enda förbindelsen med omvärlden en båtrutt till Kabelvåg och Svolvær. År 1960 öppnades riksväg 816 till Festvåg och 1963 inrättades en färjelinje mellan Festvåg och Henningsvær. År 1983 invigdes Henningsværbroarna, varvid Henningsvær fick direkt landsvägsförbindelse med resten av Lofoten. 
Henningsvær har stort fiske och torkar torrfisk på export.
Artisten Sondre Justad (född 1990) är uppvuxen här. Han sjunger på nordlandsdialekt och är känd för sitt engagemang i miljödebatten och i politiska frågor.

## Bilder

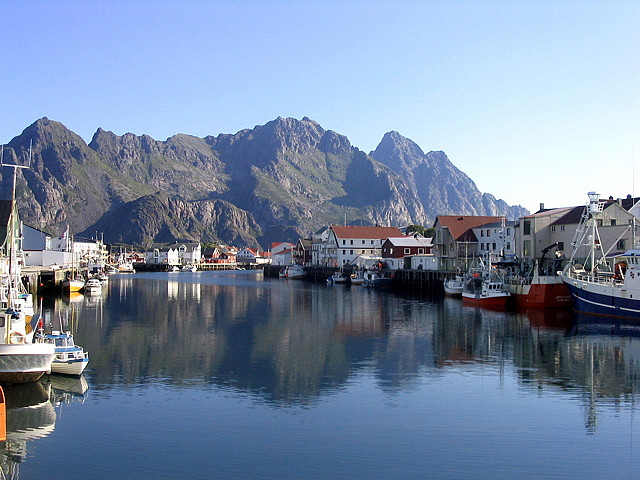
Hamnen.
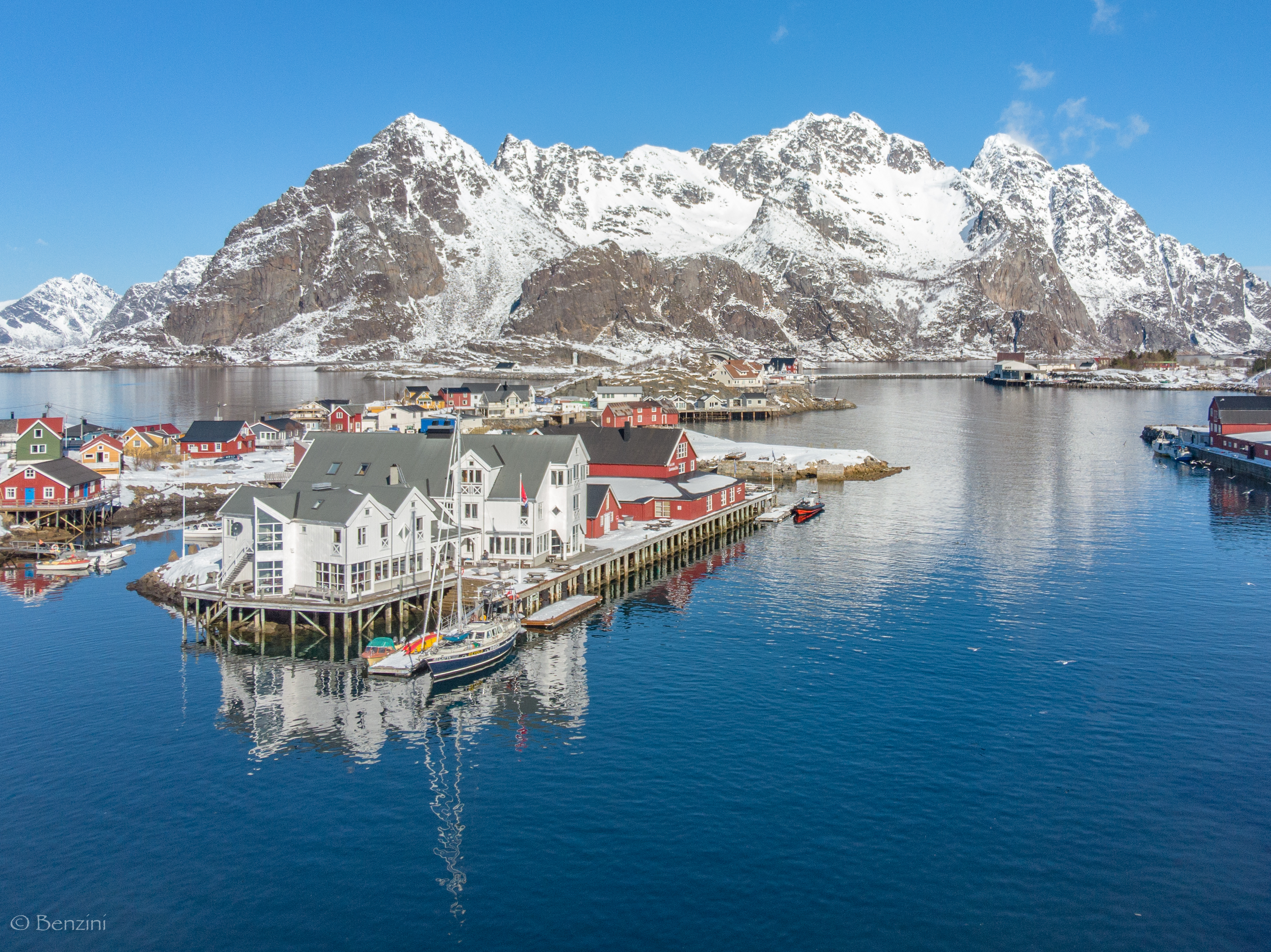
Henningsvær Bryggehotell
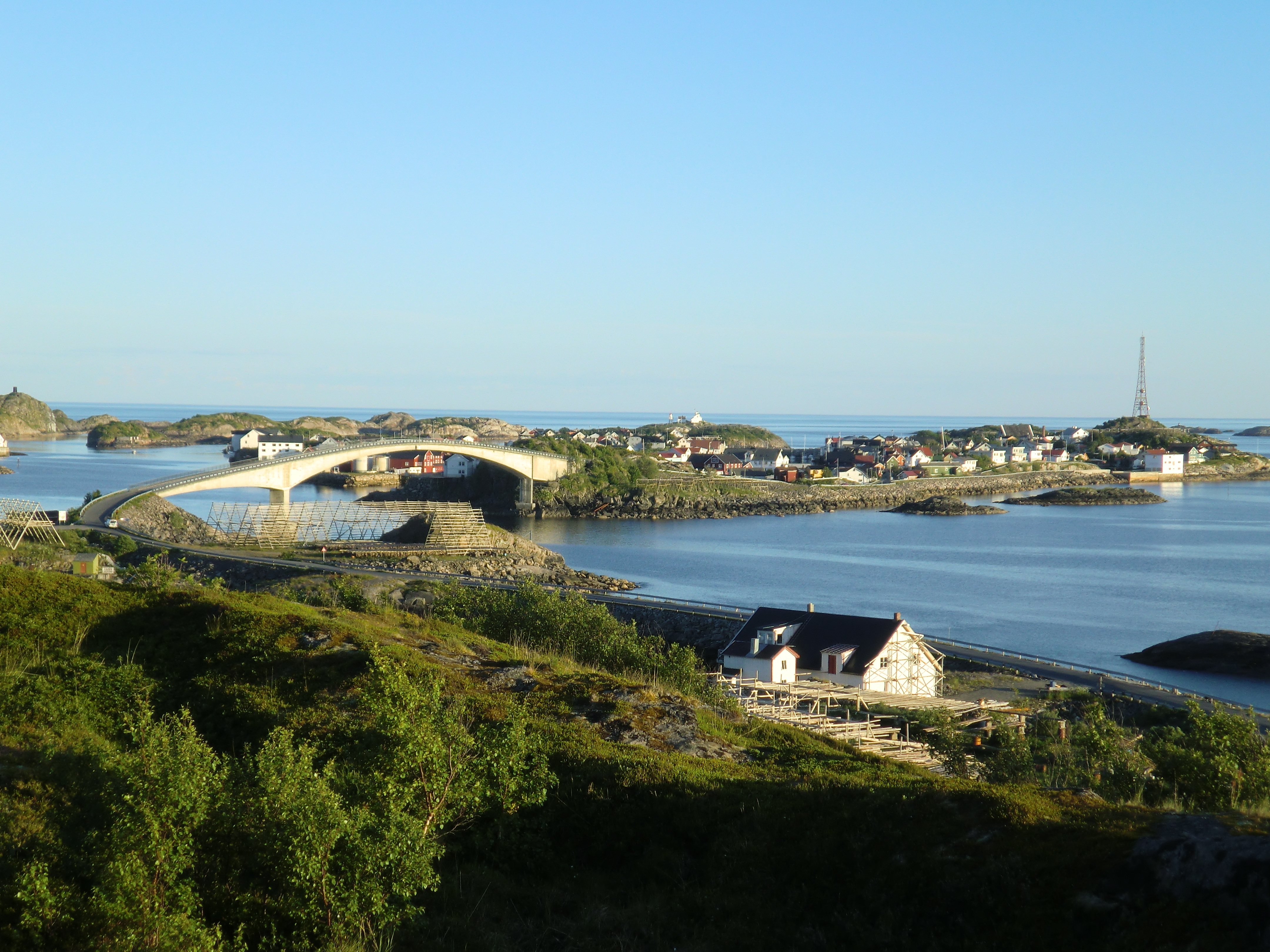
Henningsværbroarna.
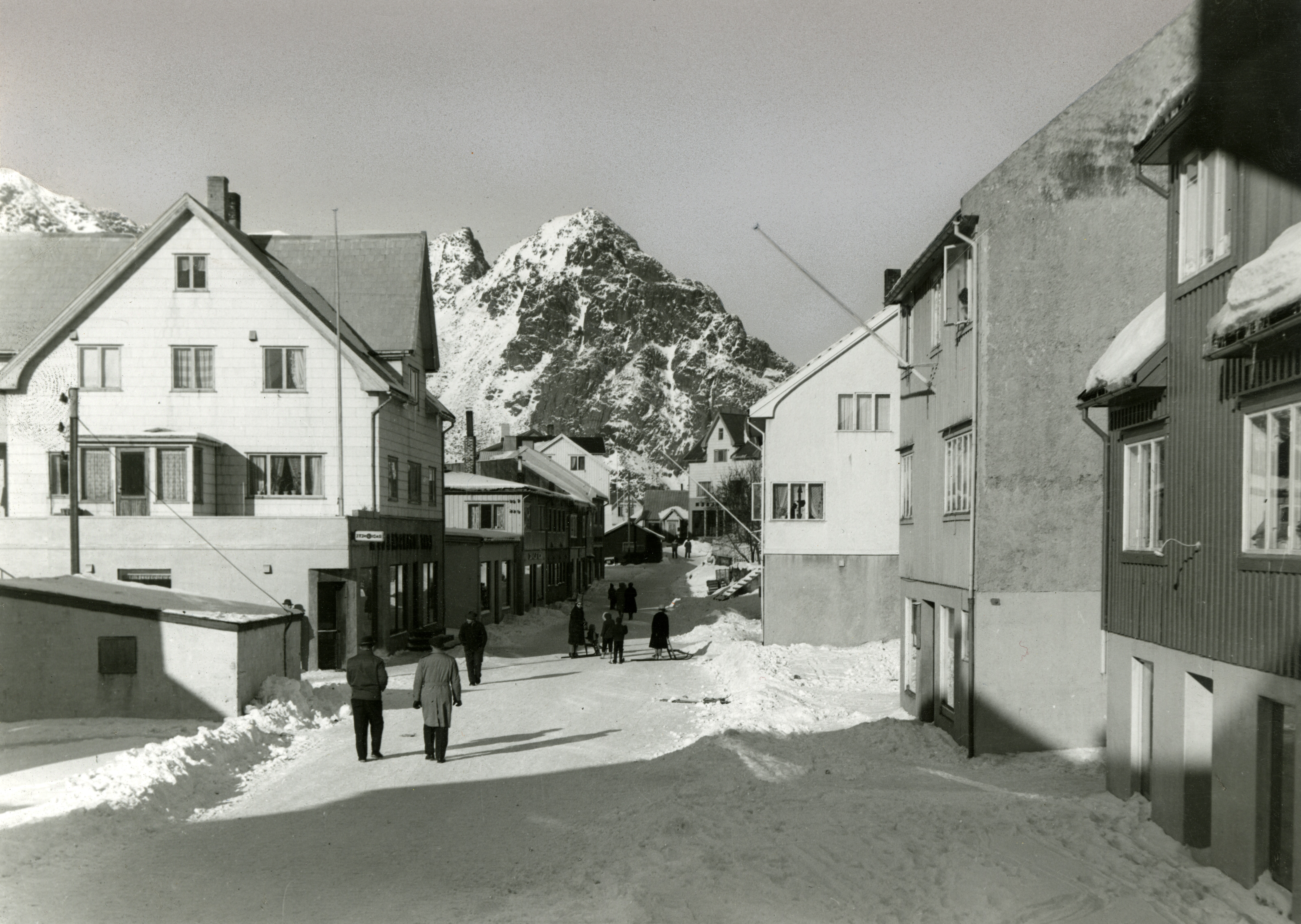
Huvudgatan före 1983.
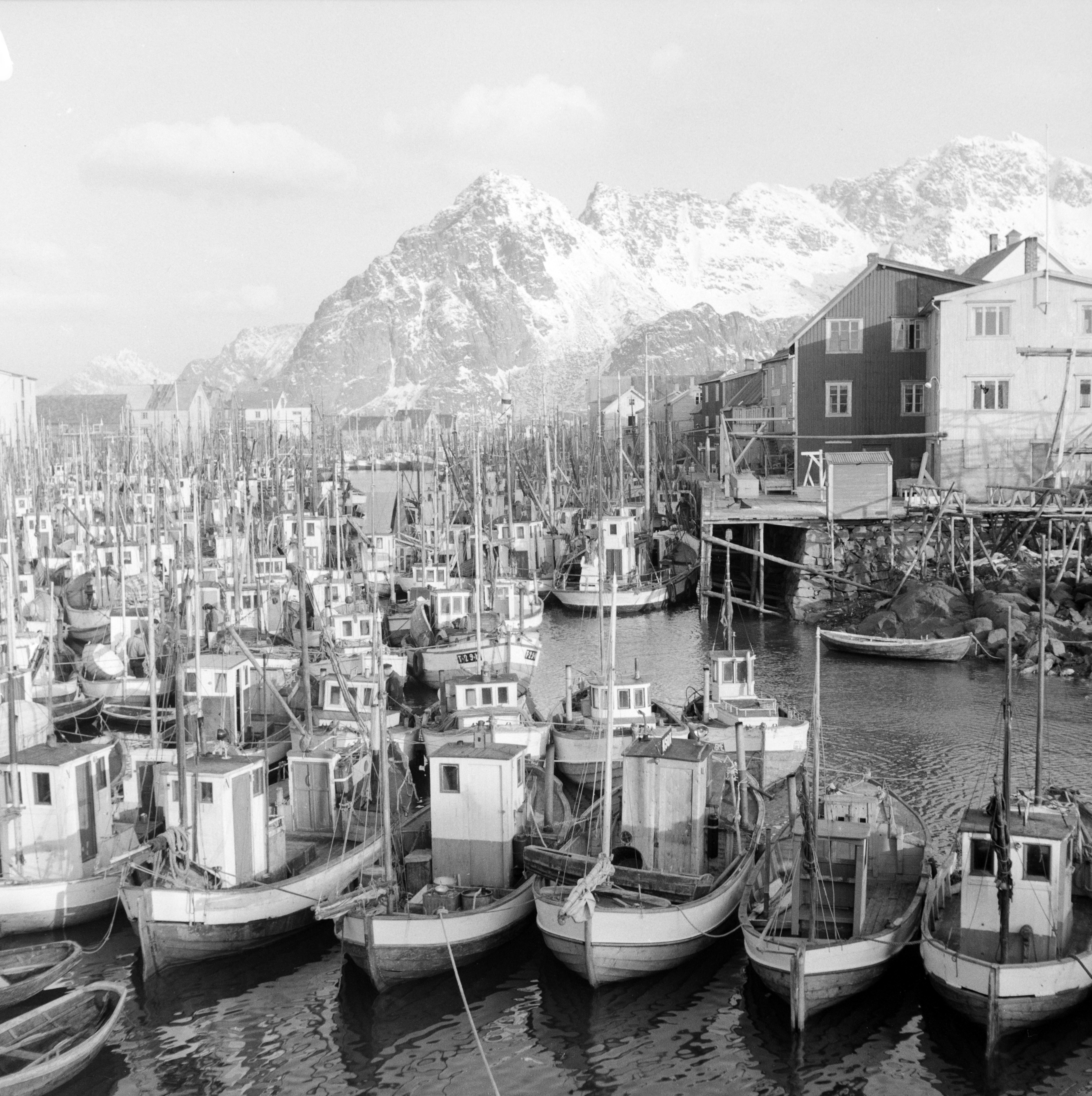
Fiskebåter i Henningsvær, före 1983.
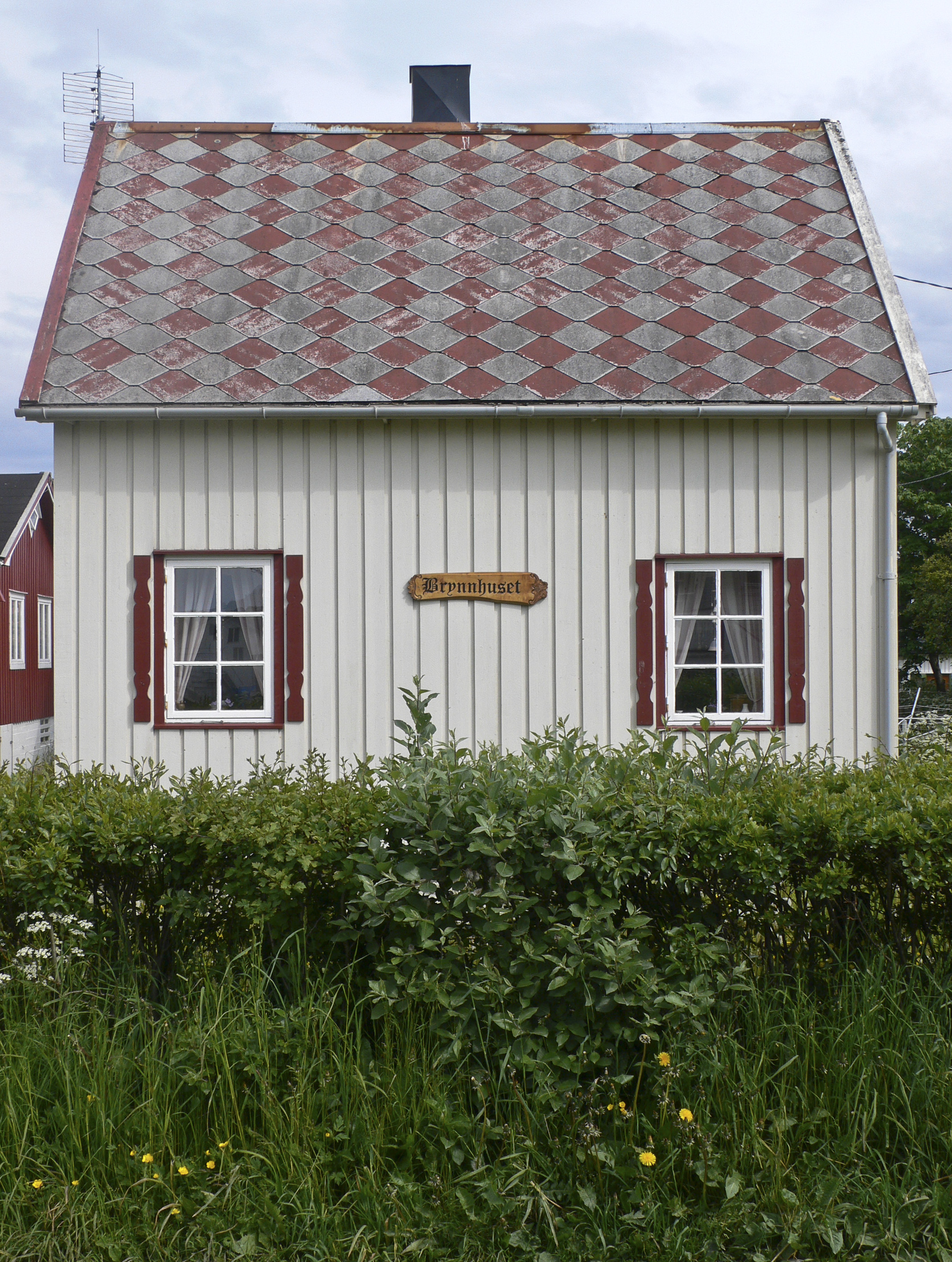
Stuga i Henningsvær.
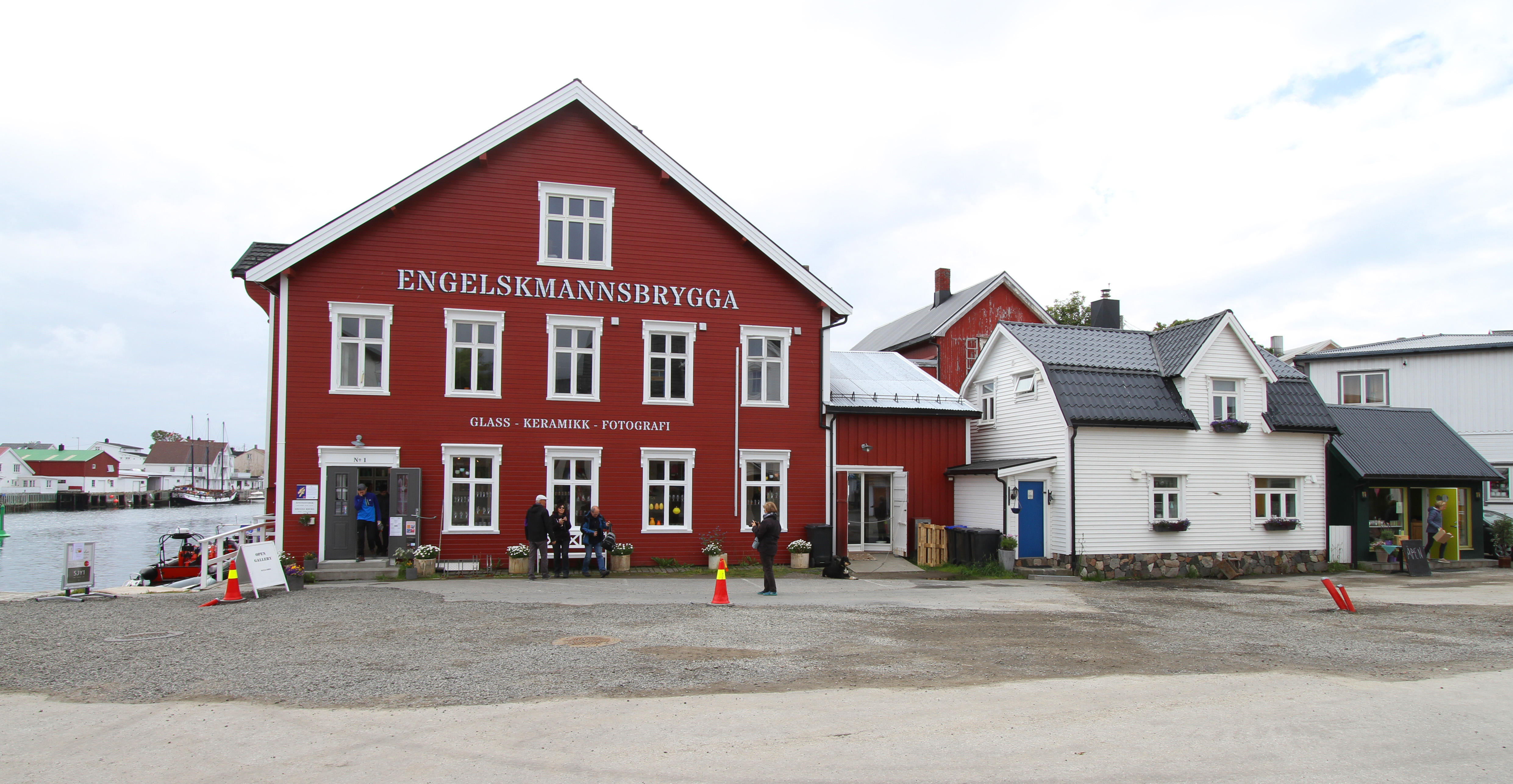
Engelskmannsbrygga konstgalleri.
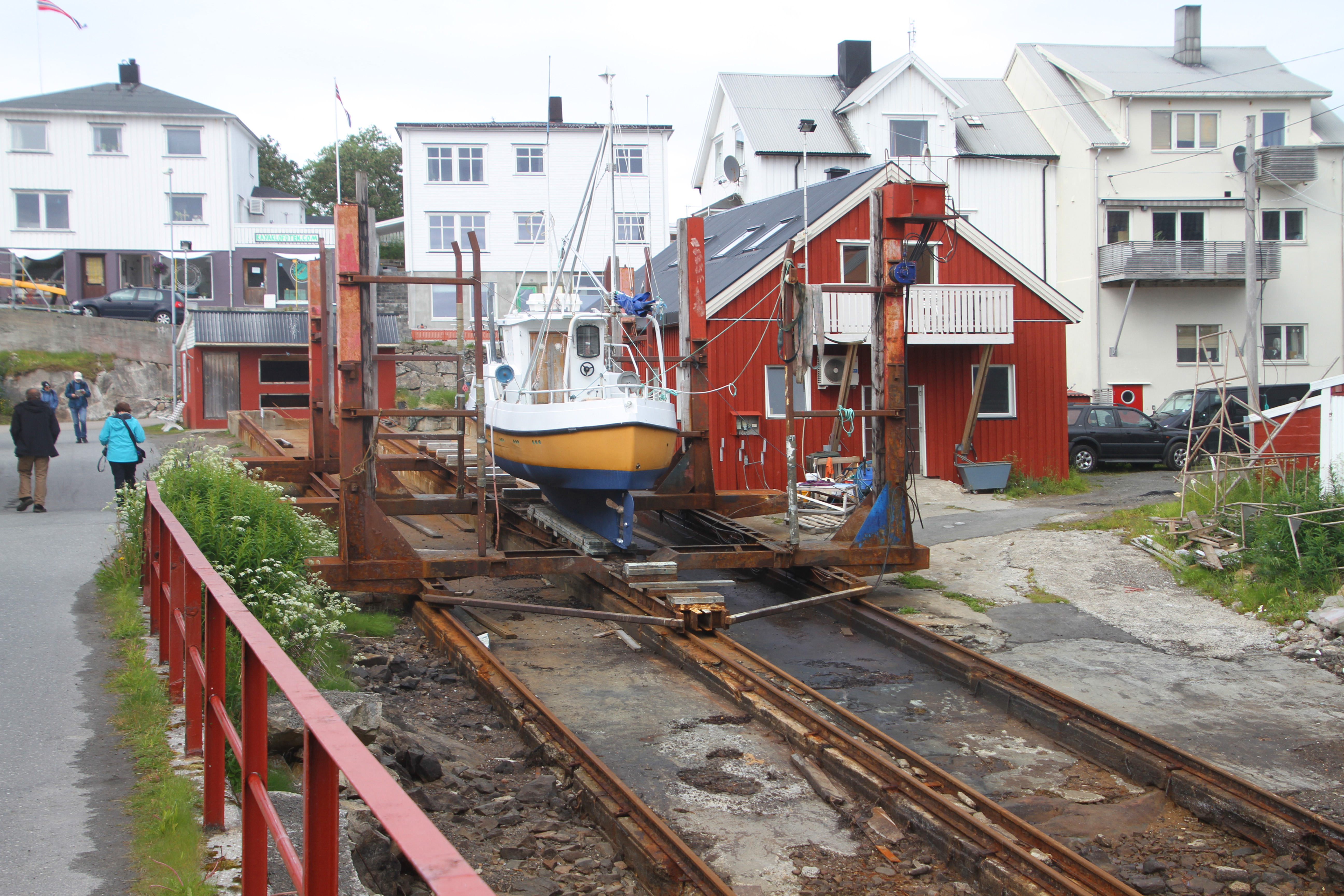
Fiskebåtsvarv.
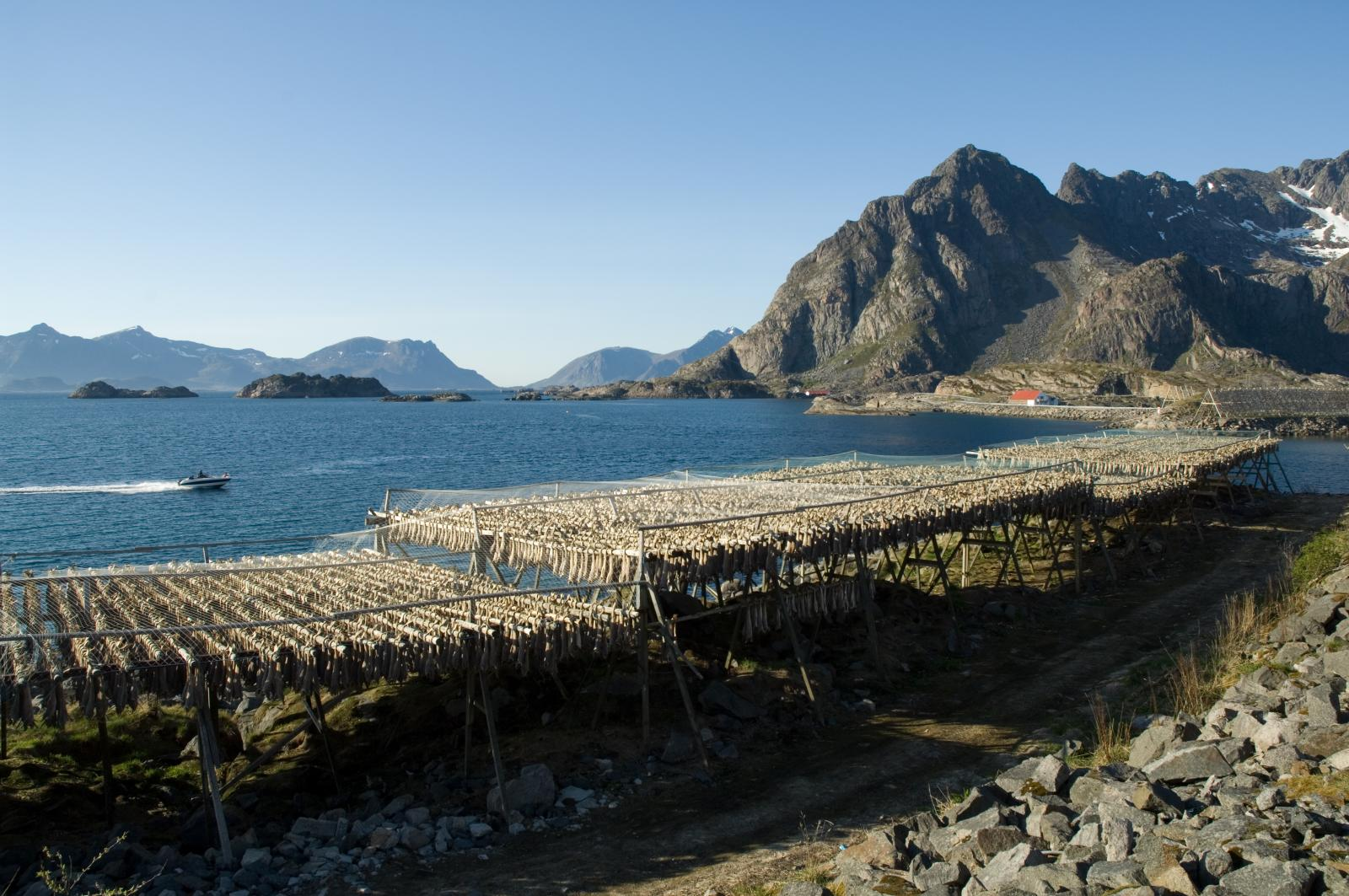
Torkställningar för fisk.
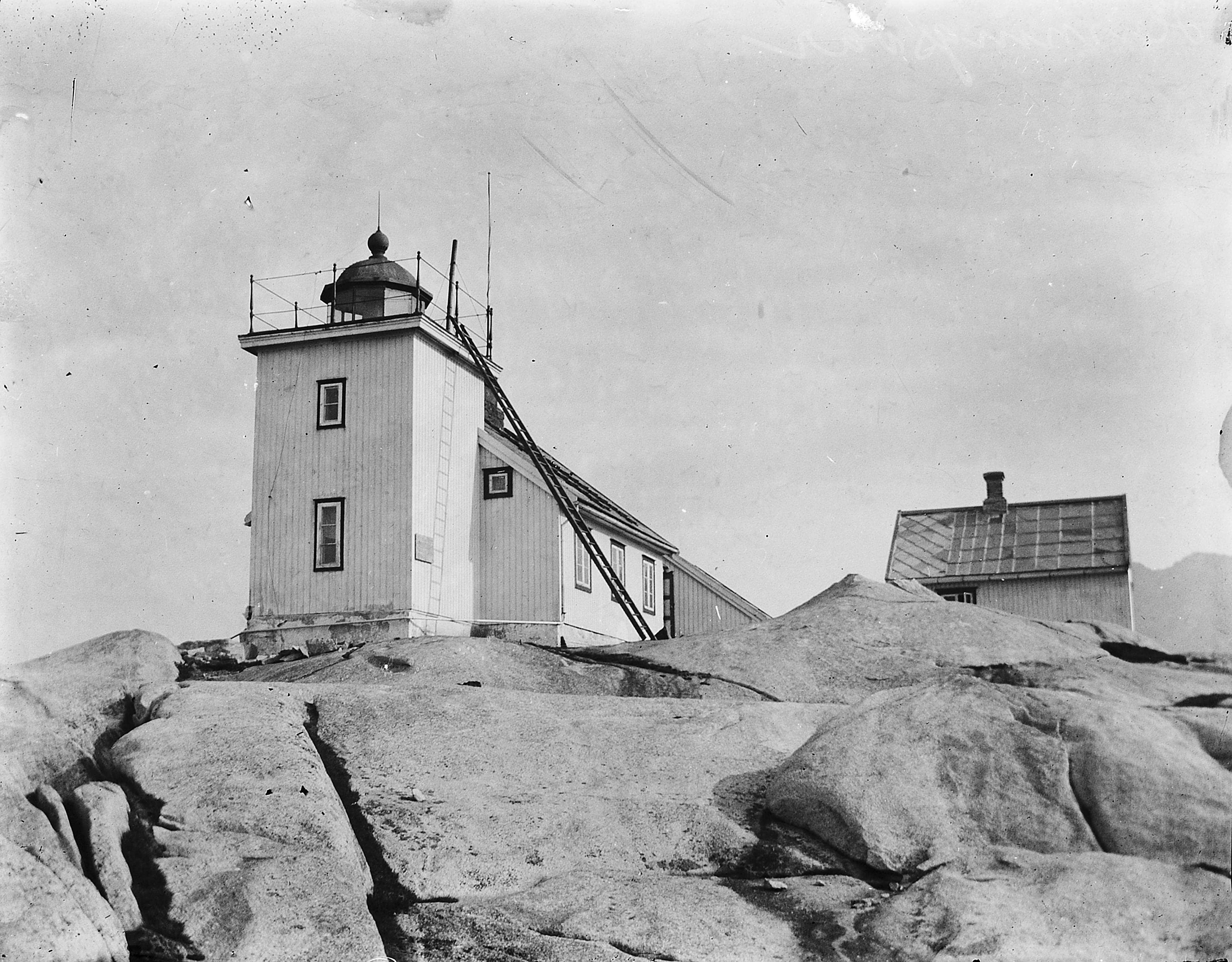
Henningsvær fyr.